# Waldemar Kuhn (Ministerialrat)
Carl Waldemar Kuhn (* 13. März 1885 in Berlin; † 26. Juli 1968 in Wiesbaden) war ein deutscher Architekt, Baubeamter, Bibliograf und Autor.

## Leben
Kuhn wurde als Sohn des Architekten Oswald Kuhn (1846–1922) und dessen Ehefrau Adele Kuhn (1858–1934), einer Tochter des Berliner Baumeisters Robert Lorenz (1820–1886), in Berlin geboren. Sein Vater war Professor an der Unterrichtsanstalt des Kunstgewerbemuseums Berlin und an der Berliner Kunstakademie. Waldemar Kuhn studierte Architektur und promovierte am 24. März 1915 an der Technischen Hochschule Danzig bei Albert Carsten mit einer Dissertation über Kleinsiedlungen aus Friderizianischer Zeit zum Dr.-Ing.
Zusammen mit Gerhard Jobst und Gustav Langen gab er von 1918 bis 1925 für den Deutschen Bund Heimatschutz das Siedlungswerk heraus, eine fachwissenschaftliche Reihe über Siedlungsforschung und Siedlungsbau. In den 1920er Jahren arbeitete er für den Siedlungsverband Ruhrkohlenbezirk in Essen, ehe er Anfang der 1930er Jahre als Oberregierungsrat in der Abteilung IV c des Reichsarbeitsministeriums das Sachgebiet „Städtebau und Planungswesen“ übernahm, wo er für städtebauliche Planungen zuständig war (Organisation, Beratungsstellen, Flächennutzungspläne / Wirtschaftspläne, Bebauungspläne, Ausweisung von Baugebieten, Abstufung der Bebauung sowie städtebauliche Fragen bei Umsiedlung, Eingemeindung, Enteignung und Bodenrecht). Obwohl kein Mitglied der NSDAP wurde er im August 1941 auf Vorschlag von Staatssekretär Friedrich Syrup zum Ministerialrat befördert.
Nach dem Zweiten Weltkrieg arbeitete er für die Landesplanung in Berlin. 1952 gab er,  außer Dienst gestellt, im Auftrag des Berliner Senators für Bau- und Wohnungswesen das Schrifttum-Handbuch Berlin Stadt und Land heraus, auf dessen Basis Hans Zopf und Gerd Heinrich unter Mitwirkung von Kuhn bis 1965 die Berlin-Bibliographie (bis 1960) erstellten. Seine bis 1959 fortgesetzte Titelsammlung überließ Kuhn der Senatsbibliothek Berlin.
Kuhn war Mitglied im Architekten- und Ingenieur-Verein zu Berlin.

## Schriften
- Kleinsiedlungen aus Friderizianischer Zeit. In: Zeitschrift für Bauwesen, 65. Jahrgang 1915, Hefte 7–9 und 10–12. (Digitalisat (Sonderdruck))
- Kleinsiedlungen aus Friderizianischer Zeit. (hrsg. vom Deutschen Bund Heimatschutz und der Vereinigung für Deutsche Siedlung und Wanderung) Meyer-Ilschen, Stuttgart 1918.
- mit Gerhard Jobst, Gustav Langen: Siedlungsbauten. Callwey, München 1918.
- mit Gerhard Jobst, Gustav Langen: Siedlungswerk. (hrsg. vom Deutschen Bund Heimatschutz und der Vereinigung für Deutsche Siedlung und Wanderung) Callwey, München 1921.
- Kleinbürgerliche Siedlungen in Stadt und Land. Callwey, München 1921.
- als Herausgeber: Baupolizeiverordnung des Verbandspräsidenten für den Siedlungsverband Ruhrkohlenbezirk vom 4. IV. 1930. Boeckling & Müller, Essen 1930.
- Die landesplanerische Aufgabe Groß-Berlins. In: Neue Bauwelt, 3. Jahrgang 1948, S. 373–377.
- Berlin avant et après la catastrophe [Berlin vor und nach dem Zusammenbruch]. In: Haut Commissariat de la Republique Française en Allemagne (Hrsg.): Réalités Allemandes, Jahrgang 1950, Heft 3/4, S. 117–120.
- als Herausgeber: Berlin Stadt und Land. Handbuch des Schrifttums. Arani Verlagsgesellschaft, Berlin 1952.
- mit Eberhard Dellé: Bibliographie zur Theatergeschichte Berlins. In: Kleine Schriften der Gesellschaft für Theatergeschichte, Heft 12. Berlin 1954.
- Robert Lorenz und die Straße In den Zelten. In: Jahrbuch für brandenburgische Landesgeschichte, Band 16 (1965), S. 86–96. (https://edoc.hu-berlin.de/bitstream/handle/18452/6099/16.pdf)
- mit Hans Zopf, Gerd Heinrich: Berlin-Bibliographie (bis 1960). In der Senatsbibliothek Berlin. (= Veröffentlichungen der Historischen Kommission zu Berlin, Band 15). Walter de Gruyter & Co., Berlin 1965.